# Helber Rangel
Helber Rangel (Rio de Janeiro, 15 de novembro de 1944 - Rio de Janeiro, 26 de março de 2004) foi um ator brasileiro.

## Carreira
Iniciou sua carreira no longa-metragem Joanna Francesa (1973), de Carlos Diegues. Trabalhou incessantemente em cinema até se aposentar em 1988, após o lançamento de Quincas Borba, de Roberto Santos. Por sua atuação em A Volta do Filho Pródigo, de Ipojuca Pontes, foi premiado no Festival de Gramado e também recebeu o Prêmio Governador do Estado. 
Em televisão estreara em 1979, participando de Plantão de Polícia. Destacou-se em Lampião e Maria Bonita e Sol de Verão, ambas de 1982. 
Faleceu em 26 de março de 2004, na cidade do Rio de Janeiro, em decorrência de um câncer no fígado. 

## Filmografia

### Na televisão
| Ano  | Título                 | Personagem      | Notas                             |
| ---- | ---------------------- | --------------- | --------------------------------- |
| 1986 | Anos Dourados          | Rodolfo         |                                   |
| 1986 | Tele Tema              | Vidal           | Episódio: "Laércio É o Nosso Rei" |
| 1984 | Livre Para Voar        | —               |                                   |
| 1984 | Padre Cícero           | Alexandrino     |                                   |
| 1982 | Sol de Verão           | Germano Machado |                                   |
| 1982 | Lampião e Maria Bonita | Lindolfo Macedo |                                   |
| 1979 | Plantão de Polícia     | José            | Episódio: "Plantão de Polícia"    |

### No cinema
| Ano  | Título                                 | Personagem                |
| ---- | -------------------------------------- | ------------------------- |
| 1973 | Joanna Francesa                        | Lianinho                  |
| 1975 | Os Condenados                          | —                         |
| 1976 | A Queda                                | —                         |
| 1976 | Perdida                                | Zeca                      |
| 1977 | Esse Rio Muito Louco                   | —                         |
| 1977 | Revólver de Brinquedo                  | Leônidas Assunção         |
| 1978 | A Volta do Filho Pródigo               | Antônio Maria             |
| 1978 | Embalos Alucinantes: A Troca de Casais | Sérgio                    |
| 1978 | O Bom Marido                           | Petrarca                  |
| 1978 | O Cortiço                              | —                         |
| 1978 | O Escolhido de Iemanjá                 | Grauça                    |
| 1978 | Se Segura, Malandro!                   | Candinho                  |
| 1979 | Os Amantes da Chuva                    | Antônio                   |
| 1979 | Paula - A História de uma Subversiva   | Padre                     |
| 1980 | Cabaret Mineiro                        | —                         |
| 1980 | J.S. Brown, o Último Herói             | —                         |
| 1980 | Prova de Fogo                          | —                         |
| 1981 | A Mulher Sensual                       | Alfredo Carlos            |
| 1981 | Memórias do Medo                       | Sérgio Leite              |
| 1981 | Crazy - Um Dia Muito Louco             | Fernando                  |
| 1982 | Luz del Fuego                          | Indalécio Ribeiro         |
| 1982 | Os Três Palhaços e o Menino            | —                         |
| 1983 | Escalada da Violência                  | —                         |
| 1984 | O Mágico e o Delegado                  | —                         |
| 1985 | O Desejo da Mulher Amada               | —                         |
| 1986 | Amenic - Entre o Discurso e a Prática  | —                         |
| 1988 | Quincas Borba                          | Pedro Rubião de Alvarenga |

## Prêmios
| Ano  | Prêmio                      | Categoria                    | Trabalho                 | Resultado | Ref.  |
| ---- | --------------------------- | ---------------------------- | ------------------------ | --------- | ----- |
| 1979 | Festival de Gramado         | Troféu Kikito de Melhor Ator | A Volta do Filho Pródigo | Venceu    | [ 4 ] |
| 1979 | Prêmio Governador do Estado | Melhor Ator                  | A Volta do Filho Pródigo | Venceu    | [ 1 ] |